# レアンデルソン・ダ・シルバ・ジェネシオ
レレ（Lelê）ことレアンデルソン・ダ・シルバ・ジェネシオ（Leanderson da Silva Genésio、1997年10月1日 - ）は、ブラジル・リオデジャネイロ出身のプロサッカー選手。カンピオナート・ブラジレイロ・セリエB・アトレチコ・ゴイアニエンセ所属。ポジションはフォワード（FW）。

## 略歴
2025年3月、カンピオナート・ブラジレイロ・セリエAのフルミネンセFCから同じセリエAのセアラーSCに期限付き移籍。しかし、セアラーでは出場機会を確保できず、2025年6月9日、保有権を持つフルミネンセの要請を受けてセアラーSCはレレとの解除を発表。Jリーグクラブとの交渉を視野に入れていると報じられた。また、契約解除にあたりセアラーはフルミネンセから195万レアルの補償金を受け取ると報じられた。
2025年6月12日、日本の名古屋グランパスがフルミネンセFCからの期限付き移籍でレレの加入を発表した。ところが6月18日、名古屋グランパスは予定していた入団会見を延期。国際サッカー連盟 (FIFA) の「選手の地位及び移籍に関する規則（RSTP）」第5条第4項によれば「1選手が1シーズンに登録できるクラブは3つまで、公式戦に出場できるクラブは2つまで」と定められているが、これについて名古屋グランパスは「公式戦への出場に関してブラジルサッカー連盟（CBF）は、レレ選手が出場した州選手権は国際サッカー連盟（FIFA）の定める公式戦には該当しない」と、同条項には抵触しないという認識を示しつつも、FIFAからこの日までに正式な承認の回答が得られなかったと入団会見延期の理由を説明した。
2025年7月9日、名古屋グランパスはFIFAから「選手の地位及び移籍に関する規則（RSTP）」第5条第4項に基づき、2025年シーズンは名古屋では公式戦に出場できないとの回答を受けたことを発表した。名古屋によるとCBFの規定にはフルミネンセ所属時に出場したカンピオナート・カリオカ（リオデジャネイロ州選手権）はFIFAが定める公式戦に該当しないという条項があるとしたものの、FIFAは州選手権も公式戦に該当すると回答した。そのためフルミネンセとセアラーの2つのクラブで既に出場していることになり、名古屋での2025年シーズンの出場は不可能になった。
RSTP第5条第4項に抵触する件についてはブラジルでも報道され、フルミネンセはセアラーと協議を行う予定であると報じられた。
2025年7月17日、グルーポ・グローボのスポーツ専門サイトであるge（グローボ・エスポルチ）はカンピオナート・ブラジレイロ・セリエBのアトレチコ・ゴイアニエンセがレレとの契約を準備していると報じた。geは7月28日にメディカルチェックを受けてアトレチコ-GOと正式契約する予定と報じ、FIFAのRSTP第5条第4項については国際移籍枠としており、アトレチコ-GOについては国内移籍のため適用の対象とはならないとしている。
2025年8月4日、アトレチコ-GOのアジソン・バチスタ会長はレレの加入を認め、スポーツ司法上級裁判所 (STJD) からも許可を得ていると語った。ゴイアス州を本拠とするスポーツメディアEsporte Goianoの報道によれば、アトレチコ-GOはフルミネンセと2025年シーズン終了までの期限付き移籍契約を結んでいて選手も既にゴイアニアに到着しているものの、日本から国際移籍証明書 (ITC) が届いていない状態であり、ITCは11日までに到着する見込みではあるものの10日のボタフォゴ-SP戦には間に合わず、17日のフェロヴィアリア戦で公式戦デビューする見通しだとしている。
2025年8月8日、アトレチコ-GOがレレの加入を正式発表した。10日に行われたセリエBのボタフォゴ-SP戦で先発出場して新天地デビューを果たした。